# Branko Benzon
Branko Benzon (Postira, Brač, 29. kolovoza 1903. − Caracas, Venezuela, rujna 1970.), hrvatski liječnik kardiolog, političar i diplomat.

## Životopis
Rodio se je u Postirama. U Zagrebu je završio studij medicine. Specijalizirao je kardiologiju. Bio primarij u Merkurovu sanatoriju u Zagrebu. Velikosrpski hegemonistički režim 1932. ga je godine otpustio iz državne službe. Razlog otpuštanja je bio taj što je bio izrazito progermanski orijentiran. Medicinske je članke objavljivao i poslije toga u Liječničkom vjesniku.
Bio je prisiljen emigrirati 1940. godine. Prvo je odredište bila Slovačka, a potom Njemačka. 
Pravo objašnjenje odlaska nije do kraja dano. Dvije su inačice objašnjenja. Prva je Mačekova tužba zbog klevete protiv Benzona. Druga je da ga je Mile Budak poslao u Bratislavu i potom u Berlin. Ovaj je razlog bio izrazito poslovne naravi: trebao je moćnike Trećeg Reicha uvjeriti u potrebu stvaranja hrvatske države koja bi obuhvaćala i stare pokrajine - Hrvatsku, Slavoniju, Dalmaciju, Bosnu i Hercegovinu sa Sandžakom i Bačkom. Ključne naputke mu je dao Slavko Kvaternik, a činila ih je činjenica važnih prometnih pravaca koji bi prolazili kroz Njemačkoj prijateljskoj državi i uz sve to im natuknuti povijesno prijateljstvo Nijemaca i Hrvata. Malo poslije Travanjskog rata, u Berlinu je uspostavio mrežu hrvatske emigracije. Ondje je s Andrijom Artukovićem i još nekim visoko pozicioniranim ustašama organizirao skupinu. Utaborili su se u hotelu Kaiserhof, gdje su oko sebe okupili mlade intelektualce i ine pronjemački orijentirane Hrvate. Osnovali su radijsku postaju Velebit koja je odašiljala program u domovinu radi uvjeravanja Hrvata da se ne odupire Wehrmachtu.
Kad je proglašena NDH, bio je član hrvatskog državnog vodstva. Poslije diplomat NDH. Obnašao je dužnost veleposlanika NDH u Trećem Reichu od 19. travnja 1941. do listopada 1941. u Berlinu. Smijenjen je zbog "nediplomatskog ponašanja", jer je agitirao protiv Italije, a drugi izvori navode i njegovo napadnije zavodničko ponašanje prema ženama iz dužnosničkih obitelji, pa je opozvan u Zagreb već 10. listopada 1941. i poslije premješten je u veleposlanstva u Rumunjskoj gdje je ostao do proljeća 1942. i potom u Mađarskoj gdje je ostao do pred kraj rata. Bio je povezan s urotnicima Lorkovićem i Vokićem zbog čega se sukobio s vrhom.
Nešto prije je rat završio, ožujka 1945., otišao je u Španjolsku gdje je proveo dvije godine a zatim je otišao u Argentinu, navodno uz pismenu preporuku Francisca Franca Juanu Peronu. Ondje se je zaposlio kao asistent na Medicinskom fakultetu a zatim je osnovao Direkciji za useljenike. Bio je zadužen za prihvat odbjeglih Hrvata. Primao je Hrvate koji su bili u NDH, ali isto tako je isposlovao kod argentinske vlade primanje hrvatskih izbjeglica iz El Shatta.
Kad je u Argentini pao Juan Perón 1955., otišao je u Venezuelu. Ondje je radio u Caracasu u američkoj bolnici gdje je vodio odjel. Umro je 1970. godine.
Luka Fertilio objavio je esej o Benzonu u Hrvatskoj reviji 1975. godine.

## Vanjske poveznice
- Boljani Studenti medicine (III. semestar) 1922. u dvorani za seciranje u Anatomskom institutu u Zagrebu, s Brankom Benzonom
- Academia.edu Zapisnik UDB-e o saslušanju ustaškog pukovnika Ivana Perčevića od 3. I. 1947. godine
- Pero Zlatar: Podlistak "Meta Pavelić - Živ ili mrtav" (9). Zidarski posao poglavniku zidaru, Tabloid, br. 223 (srp.)